# Mary Elizabeth Mastrantonio
Mary Elizabeth Mastrantonio (Lombard, Illinois, 17 de noviembre de 1958) es una actriz y cantante estadounidense.

## Biografía
Nació en Lombard, Illinois, en el seno de una familia de origen italiano y su primera vocación fue la ópera, disciplina que la llevó a estudiar canto en la Universidad de Illinois. En 1981 actuó en una versión de West Side Story en Nueva York y en el New York Shakespeare Festival de ese año.
Su debut en el cine fue en 1983 en la película Scarface de Brian De Palma como Gina Montana, hermana de Tony Montana (Al Pacino). Durante la década de 1980 participó en varias películas de éxito. Así, recibió una nominación al premio Óscar a la mejor actriz secundaria por su papel en El color del dinero (1986) de Martin Scorsese. También destaca su participación en Sin vía de escape (1987), junto a Tom Hulce, The January Man (1989) junto a Kevin Kline, y The Abyss (1989) con Ed Harris. 
En la década de 1990 participó en siete largometrajes, y se casó con el director Pat O'Connor, dedicándose a su familia. A partir de ahí, sus apariciones se hicieron más espaciadas, destacando Robin Hood, príncipe de los ladrones (1991), La tormenta perfecta (2000) de Wolfgang Petersen, o su aparición en la cuarta temporada de Sin rastro. 
Ha aparecido más frecuentemente en Broadway, donde ha intervenido en The Human Comedy o El hombre de la Mancha en el que interpreta el papel de Dulcinea. Su último trabajo interpretativo fue el del personaje de Kelly Burkhardt en la serie de NBC Grimm (2011-2017), en la que participó en algunas temporadas.

## Filmografía
- Scarface (1983) (Scarface), de Brian De Palma.
- Mussolini: Auge y caída del Nuevo César (1985) (Mussolini: The Untold Story), de William A. Graham.
- El color del dinero (1986) (The Color of Money), de Martin Scorsese.
- Sin vía de escape (1987) (Slam Dance), de Wayne Wang.
- The Abyss (1989) (The Abyss), de James Cameron.
- The January Man (1989), de Pat O’Connor.
- Acción judicial (1991) (Class Action), de Michael Apted.
- Un tiempo pasado (1990) (Fools of Fortune), de Pat O’Connor.
- Robin Hood, príncipe de los ladrones (1991) (Robin Hood: Prince of Thieves), de Kevin Reynolds.
- Arenas blancas (1992) (White Sands), de Roger Donaldson.
- Dobles parejas (1992) (Consenting Adults), de Alan J. Pakula.
- Tres deseos (1995) (Three Wishes), de Martha Coolidge.
- Two Bits (1995), de James Foley.
- Testigo protegido (1999) (Witness Protection), de Richard Pearce.
- Limbo (1999) (Limbo), de John Sayles.
- Los secretos de la inocencia (1999) (My Life So Far), de Hugh Hudson.
- La tormenta perfecta (2000) (The Perfect Storm), de Wolfgang Petersen.
- Standing Room Only (2002) (Standing Room Only), de Deborra-Lee Furness.
- Almas perdidas (2005) (Stories of Lost Souls), de Deborra-Lee Furness.
- The Russell Girl (2008)
- La Ley y el Orden: Intento criminal  2009
- Grimm (serie de televisión) (2011–2017) interpretando a Kelly Burkhardt
- Limitless (serie de televisión) (2016)
- Punisher, (Marvel tv, NETFLIX) (2017)
- Blindspot, temporada cuarta, Madeleine Burke. Serie de televisión, (2018-2020).

## Premios y distinciones
Premios Óscar
| Año  | Categoría                          | Película            | Resultado |
| ---- | ---------------------------------- | ------------------- | --------- |
| 1987 | Óscar a la mejor actriz de reparto | El color del dinero | Nominada  |